# Finn Hummel
Finn Hummel (* 3. Mai 2001) ist ein deutscher Handballtorwart. Seine Körpergröße beträgt 1,92 m.

## Karriere
Hummel spielte ab 2019 in der Jugend des deutschen Bundesligisten TVB 1898 Stuttgart. Mit der A-Jugend des TVB spielte er in der Jugend-Bundesliga. Für die erste Mannschaft des TVB bestritt Hummel mit 18 Jahren am 19. September 2019 im Heimspiel gegen die TSV Hannover-Burgdorf sein Bundesligadebüt. In der Saison 2021/22 hütete er das Tor der 2. Mannschaft der HBW Balingen-Weilstetten. Anschließend schloss er sich dem Oberligisten SG H2Ku Herrenberg an.